# Ignambina oubatchia
Ignambina oubatchia är en insektsart som beskrevs av Otte, D. 1987. Ignambina oubatchia ingår i släktet Ignambina och familjen syrsor. Inga underarter finns listade i Catalogue of Life.